# Emmanuel Badejo
Emmanuel Adetoyese Badejo (ur. 13 lipca 1961 w Funtua) – nigeryjski duchowny katolicki, biskup Oyo od 2009.

## Życiorys

### Prezbiterat
Święcenia kapłańskie przyjął 4 stycznia 1986. Inkardynowany do diecezji Oyo, pracował w parafiach tejże diecezji. W 1995 został włączony do duchowieństwa nowo powstałej diecezji Osogbo. W tym samym roku podjął studia na Papieskim Uniwersytecie Salezjańskim. W 2003 powrócił do kraju i został administratorem katedry oraz dyrektorem departamentu ds. komunikacji w nigeryjskiej Konferencji Episkopatu.

### Episkopat
14 sierpnia 2007 papież Benedykt XVI biskupem koadiutorem Oyo. Sakry biskupiej udzielił mu 20 października 2007 biskup Julius Babatunde Adelakun.
4 listopada 2009 objął rządy w diecezji.